# 芝田英行
芝田 英行（しばた ひでゆき）は日本の漫画家、1958年東京都生まれ。早稲田大学大学院文学研究科史学（考古学）専攻前期課程修了。1983年、『週刊少年チャンピオン』（秋田書店）から漫画家としての活動を開始したが、1999年に休筆している。休筆後は、埋蔵文化財の調査（専門・動物遺体）を職業としている。

## 作品リスト
- 闇の密霊師
- 密霊師秘録
- 光の霊記
- 悪魔の霊感少女
- 炎を呼ぶ少女
- THEショック！怪奇幻想館！
- チピ
- 英雄伝
- ゴッホの生涯
- カニのはさみ図鑑　骨図鑑
- 骨図鑑
- 鎌倉の馬の骨ー漂流骨を調べる